# 第二次英国—阿富汗战争
第二次英国－阿富汗战争（简称第二次英阿战争），是1878年至1880年间发生的一场英国与阿富汗之间的战争。当时阿富汗处于巴拉克宰王朝的希尔·阿里汗统治时期。英军损失惨重，但英国获得了阿富汗的外交权。
第一階段：一支由約5萬名戰鬥人員組成的英軍，大部分是印度土兵，被派往軍事行動，在三個不同的地點穿越阿富汗。驚恐的謝爾·阿里汗試圖親自向俄羅斯沙皇求助，但由於無法成功，他回到馬扎里沙裡夫，於1879年2月21日去世。
阿里清真寺的戰役：發生1878年11月21日，英軍攻入開伯爾山口。在陸軍中尉 塞繆爾·詹姆斯·布朗對決阿富汗部隊的吳拉姆·海德爾·汗。阿富汗將軍拒絕允許英國特使進入該國的罪行被視為攻擊阿里清真寺堡壘的藉口，作為戰爭中的首戰。[1] 儘管遭受了許多挫折，包括一半的部隊失去或延遲並完全錯過了戰鬥，英國人很幸運，阿富汗人在一夜之間放棄了他們的位置。
攻入首都：1879年9月3日，在喀布爾的英國居民皮埃爾卡瓦尼亞里爵士和他的護送人員被叛亂的阿富汗軍隊屠殺，開始了第二次英國 - 阿富汗戰爭的。在弗雷德里克·羅伯茨少將的指揮下，組建了一支部隊並命名為喀布爾野戰部隊。10月6日，羅伯茨在Chariasab擊敗阿富汗軍隊後於10月13日進入喀布爾。
第二階段：阿富汗軍民在阿尤布汗的指揮下，在1880年發動反攻。1880年7月27日阿富汗軍以25000人的優勢擊退二千人的英軍。接着圍攻坎大哈。
第三階段：9月1日，英軍在坎大哈擊潰阿尤布汗軍，平定叛亂。英國擁立阿卜杜勒·拉赫曼為新阿富汗埃米爾（王）。